# 约瑟夫·库斯特龙

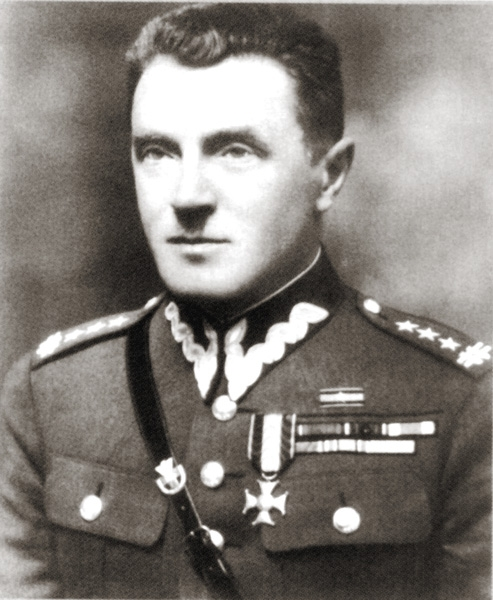
约瑟夫·库斯特龙

约瑟夫·鲁道夫·库斯特龙（Józef Rudolf Kustroń，1892年10月16日—1939年9月16日）是波兰第二共和国陸軍中的一位准将，曾任第21山地步兵师师长。他是波兰在遭德国入侵后首个阵亡的波军将官，是二战期间歐洲戰場第二个阵亡的将官，第一位是德国将官威廉·弗里茨·冯·罗蒂希。